# سيراميد

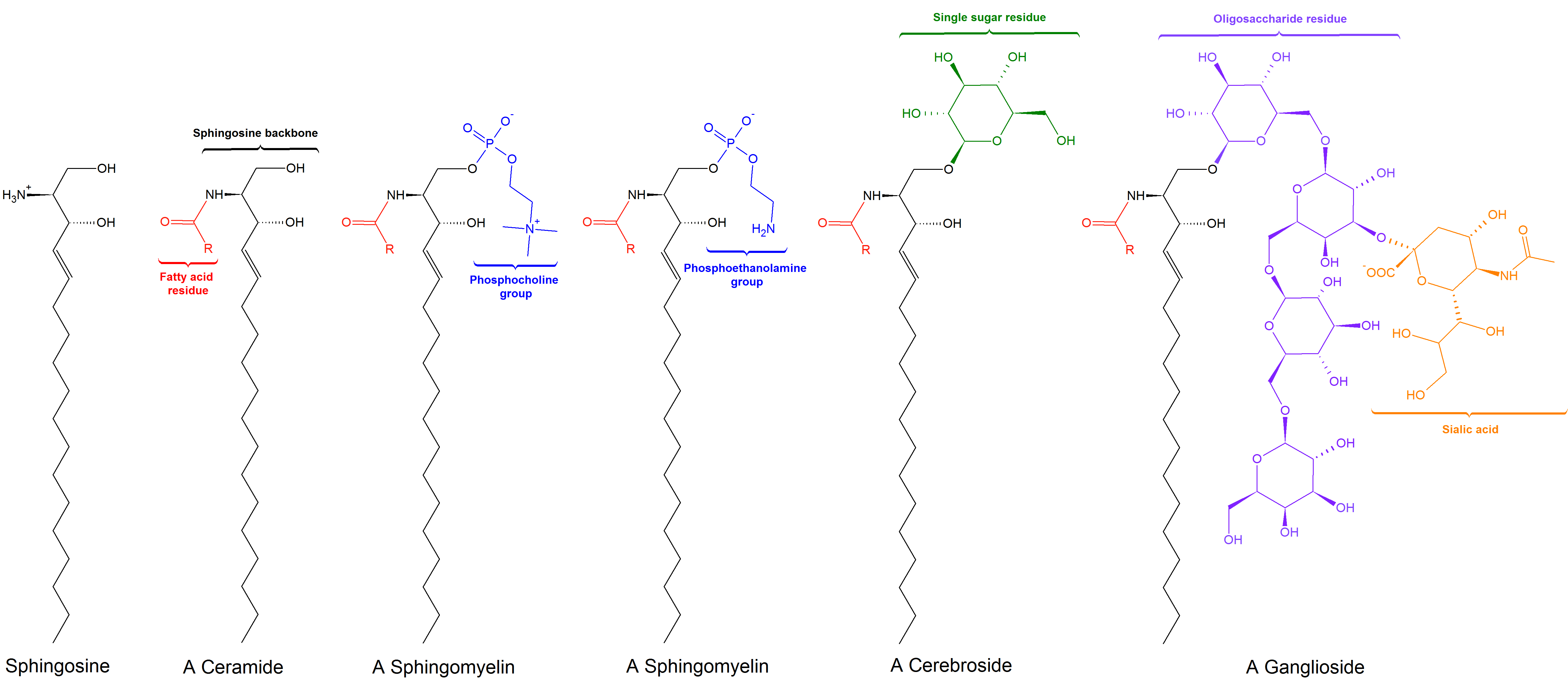
البنية العامة للليبيدات السفينجولية

السيراميد. يمثل الرمز R جزء الألكيل من الحمض الدهني.

سيراميد هي عائلة من جزيئات الدهون الشمعية. يتكون السيراميد من sphingosine والأحماض الدهنية.  عُثِر على السيراميد في تركيزات عالية داخل غشاء الخلية من الخلايا نفسها، نظرا لأنها الدهون المكونة التي تشكل sphingomyelin ، وهي واحدة من الدهون الرئيسية في الطبقة الثنائية من المادة الدهنية. على عكس الافتراضات السابقة التي أشارت أن السيراميد وغيرها من الإسفنجية الموجودة في غشاء الخلية كانت تدعم العناصر الهيكلية، يمكن للسيراميد المشاركة في مجموعة متنوعة من الإشارات الخلوية: وتشمل الأمثلة تنظيم التمايز، والانتشار، وموت الخلية المبرمج (PCD) من الخلايا.
كلمة سيراميد تأتي من اللغة اللاتينية cera وتعني الشمع وamide . السيراميد هو مكون من الطلاء الدهني، والشمعي أوطبقة بيضاء تشبه الجبن تتواجر على بشرة الأطفال حديثي الولادة

## مسارات تأليف السيراميد
هناك ثلاثة مسارات رئيسية من الجيل ميلنيوم. يستخدم مسار sphingomyelinase انزيم لكسر سفينغوميالين في غشاء الخلية والإفراج عن سيراميد. المسار من جديد يخلق سيراميد من الجزيئات أقل تعقيدا. يمكن أيضا أن تحدث جيل ميلنيوم خلال انهيار الإسفنجية المعقدة التي كسرت في نهاية المطاف إلى اسفل سفينغوزين، وهو ما يتم استخدامها من قبل reacylation لتشكيل سيراميد. ويطلق على هذا المسار الأخير مسار الإنقاذ.

### سفينغوميالين المائي
يتم تحفيز التحلل من سفينغوميالين من قبل sphingomyelinase الانزيم. لأن سفينغوميالين هو واحد من الدهون الفوسفاتية المشتركة الأربعة الموجودة في الغشاء البلازمي للخلايا، والآثار المترتبة على هذه الطريقة في توليد سيراميد هي أن الغشاء الخلوي هو الهدف من إشارات الخلية مما يؤدي إلى موت الخلايا المبرمج. وكانت هناك أبحاث تشير إلى أنه عندما الإشعاع المؤين يسبب موت الخلايا المبرمج في بعض الخلايا، والإشعاع يؤدي إلى تفعيل sphingomyelinase في غشاء الخلية، وفي نهاية المطاف، إلى generatio سيراميد.

### دي نوفو
دي نوفومن سيراميد يبدأ مع التكثيف من بالميتات وسيرين لتشكيل 3-كيتو-dihydrosphingosine. يتم تحفيز رد الفعل هذا من قبل بالميتويل ترانسفيراز انزيم سيرين وهو الحد من معدل خطوة من الطريق. في المقابل، يتم تخفيض 3-كيتو-dihydrosphingosine إلى dihydrosphingosine، ثم تليها أسيلة بواسطة انزيم (هيدرو) سيراميد سينسيز لإنتاج dihydroceramide. يتم تحفيز رد الفعل النهائي لإنتاج سيراميد التي كتبها desaturase dihydroceramide. دي نوفو من سيراميد يحدث في الشبكة الإندوبلازمية. ويتم نقل ميلنيوم بعد ذلك إلى جهاز جولجي إما عن طريق الاتجار حويصلي أو البروتين نقل سيراميد CERT. مرة واحدة في جهاز جولجي، سيراميد يمكن زيادة عملية الأيض لالإسفنجية أخرى، مثل سفينغوميالين والشحميات السفنغولية السكرية المعقدة.

### إنقاذ المسار
تدهور التأسيسي الإسفنجية والشحميات السفنغولية السكرية يحدث في مقصورات التحت خلوية الحمضية، في وقت متأخر الإندوسومات والجسيمات الحالة، مع الهدف النهائي من إنتاج سفينغوزين. في حالة الشحميات السفنغولية السكرية، exohydrolases تعمل في اوبتيما للدرجة الحموضة الحمضية تتسبب في إطلاق متدرج وحدات أحادي السكاريد من نهاية سلاسل قليل السكاريد، وترك مجرد جزء سفينغوزين للجزيء، ثم المساهمة في توليد سيراميد. ميلنيوم يمكن زيادة تحلل من قبل سيراميداز حمض لتشكيل سفينغوزين والأحماض الدهنية الحرة، وكلاهما قادرة على مغادرة يحلول، على عكس سيراميد. في سلسلة طويلة sphingoid القواعد التي صدرت من يحلول ثم إعادة إدخال مسارات لتوليف سيراميد و/ أو سفينغوزين-1-فوسفات. لإنقاذ مسار إعادة تستخدم قواعد sphingoid سلسلة طويلة لتشكيل سيراميد من خلال عمل سينسيز سيراميد. وهكذا، ميلنيوم أفراد الأسرة سينسيز ربما فخ الحرة سفينغوزين سراح من يحلول على سطح الشبكة الإندوبلازمية أو في الأغشية المرتبطة الشبكة الإندوبلازمية. كما تجدر الإشارة إلى أن مسار إنقاذ وتشير التقديرات إلى المساهمة من 50٪ إلى 90٪ من الحيوي الشحميات السفينغولية

## الأدوار الفسيولوجية للسيراميد
كما الدهون النشطة بيولوجيا، وقد تورط السيراميد في مجموعة متنوعة من الوظائف الفسيولوجية بما في ذلك موت الخلايا المبرمج، اعتقال نمو الخلايا، والتمايز، وشيخوخة الخلية، وهجرة الخلايا والالتصاق. واقترح أيضا أدوار للسيراميد وعناصره المصب في عدد من الحالات المرضية بما فيها السرطان، التنكس العصبي، ومرض السكري، الجراثيم المرضية، والسمنة، والالتهاب

### موت الخلايا المبرمج
واحدة من أكثر الأدوار دراسة  للسيراميد تنتمي إلى وظيفتها باعتبارها جزيء proapoptotic. موت الخلايا المبرمج، أو من النوع الأول من موت الخلية المبرمج، من الضروري للحفاظ على التوازن الخلوي الطبيعي وهو استجابة فسيولوجية مهمة لأشكال كثيرة من الإجهاد الخلوي. وقد وجد تراكم السيراميد بعد العلاج من الخلايا مع عدد من عوامل الاستماتة بما في ذلك الإشعاعات الأيونية،  ضوء الأشعة فوق البنفسجية، TNF-ألفا، وعوامل العلاج الكيميائي. هذا يشير إلى وجود دور للسيراميد في الاستجابات البيولوجية من كل هذه العوامل. لما لها من آثار يحفز موت الخلايا المبرمج في الخلايا السرطانية، وقد أطلق على السيراميد و«الدهون الكابتة للورم». وقد حاولت العديد من الدراسات إلى زيادة تحديد دور محدد من السيراميد في أحداث موت الخلايا وبعض الأدلة تشير إلى وظائف السيراميد المنبع من الميتوكوندريا في إحداث موت الخلايا المبرمج. ومع ذلك، ونظرا لطبيعة متناقضة ومختلفة من الدراسات إلى دور السيراميد في موت الخلايا المبرمج، والآلية التي ينظم هذه الدهون الخلايا لا تزال بعيدة المنال.

### الجلد
السيراميد هو العنصر الرئيسي من الطبقة القرنية من طبقة البشرة من بشرة الإنسان. جنبا إلى جنب مع الكوليسترول والأحماض الدهنية المشبعة، السيراميد يخلق، جهاز وقائي غير منفذة للماء لمنع فقدان الماء المفرط بسبب التبخر وكذلك حاجزا ضد دخول الكائنات الحية الدقيقة. مع الشيخوخة هناك تراجعا في السيراميد والكوليسترول في الطبقة القرنية من البشر.

### الهرموني
زيادة تصنيع السيراميد يؤدي إلى كل من مقاومة اللبتين ومقاومة الانسولين عن طريق زيادة تصنيع SOCS-3.  مستوى مرتفع من  السيراميد يؤدي إلى  تثبيط إشارة الأنسولين  والفسفرة من JNK، مما يؤدي إلى مقاومة الأنسولين. [14]

## مواد تحث على توليد وإنتاج السيراميد
·       أنانداميد
·       Ceramidase Inhibitors
·       علاج كيميائي
·       Fas ligand
·       Endotoxin
·       homocysteineسيراميد
·       heat
·       إنترفيرون
·       إشعاع مؤينسيراميدسيراميد
·       ميتالوبروتياز المادة الخلاليةsسيراميد
·       أنواع الأكسجين التفاعليةسيراميد
·       رباعي هيدرو كانابينول and other Cannabinoidsسيراميد
·       TNF-alphaسيراميد
·       فيتامين دي
ومن المثير للاهتمام أن نلاحظ أن المواد التي يمكن أن تسبب في توليد السيراميد  تميل إلى أن تكون إشارات التوتر التي يمكن أن تسبب للخلايا بالذهاب إلى موت الخلية المبرمج. هكذا يتصرف السيراميد بمثابة الإشارة الوسيطة التي تربط إشارة خارجية لعملية التمثيل الغذائي الداخلي للخلايا.

## الآلية التي تحدث فيها إشارات السيراميد
حاليا، الوسيلة التي يعمل السيراميد فيها  ناقِلًا عصبيًّا  ليست واضحة
.فرضية واحدة هي أن السيراميد ولدت في غشاء البلازما وهذا يعززصلابة الغشاء  واستقرار منصات الدهون الصغيرة المعروفة باسم الطوافات الدهنية، والسماح لهم لتكون بمثابة منصات إشارات الجزيئات. وعلاوة على ذلك، الطوافات في نشرة واحدة من الغشاء يمكن أن تحدث تغييرات محلية في نشرة أخرى من طبقة ثنائية، فإنها يمكن أن يحتمل أن تكون بمثابة رابط بين الإشارات من خارج الخلية إلى إشارات إلى أن تتولد داخل الخلية.وقد تبين أيضا أن السيراميد  ينظم  قنوات كبيرة تقطع الغشاء الخارجي للميتوكوندريا. وهذا يؤدي إلى خروج  البروتينات من الحيز بين الغشائين

## الاستخدامات
ويمكن الاطلاع على السيراميد كمكونات لبعض الأدوية الموضعية للجلد تستخدم لتكمل علاج الأمراض الجلدية مثل الأكزيما. كما أنها تستخدم في مستحضرات التجميل مثل بعض الصابون والشامبو وكريمات البشرة، واقيات الشمس. بالإضافة إلى ذلك، يتم استكشاف السيراميد واحتمالية علاجه للسرطان.